# Upstairs and Downstairs
Upstairs and Downstairs is een Britse filmkomedie uit 1959 van Ralph Thomas met Mylène Demongeot, Michael Craig en Anne Heywood in de hoofdrollen.
De film werd opgenomen in de Pinewood Studios. 

## Verhaal
Het pasgetrouwde paar Richard (Michael Craig) en Kate (Anne Heywood) zijn op zoek naar de ideale huishoudhulp. Dat blijkt niet zo eenvoudig. Een bonte rij kandidaten komt en gaat. De Italiaanse schoonheid Maria (Claudia Cardinale) houdt wilde feestjes met Amerikaanse matrozen; de drankzuchtige Rosemary (Joan Hickson) laat de keuken uitbranden; het echpaar Farringdon (Joseph Tomelty en Nora Nicholson) maakt een gat in de keukenmuur om de bank ernaast te beroven. En de mooie, naïeve blonde Zweedse Ingrid (Mylène Demongeot) wordt verliefd op haar baas...

## Rolverdeling
| Acteur                  | Personage            |
| ----------------------- | -------------------- |
| Michael Craig           | Richard Barry        |
| Anne Heywood            | mw. Kate Barry       |
| Mylène Demongeot        | Ingrid               |
| James Robertson Justice | Mansfield            |
| Claudia Cardinale       | Maria                |
| Sidney James            | politieagent Edwards |
| Joan Hickson            | Rosemary             |
| Joseph Tomelty          | Arthur Farringdon    |
| Nora Nicholson          | Edith Farringdon     |